# Vyšné Ružbachy
Vyšné Ružbachy es un municipio del distrito de Stará Ľubovňa en la región de Prešov, Eslovaquia, con una población estimada a final del año 2024 de 1443 habitantes.
Se encuentra ubicado al noroeste de la región, cerca del río Poprad (cuenca hidrográfica del río Vístula) y de la frontera con  Polonia.

## Demografía
| Año        | 1994 | 2004     | 2014    | 2024    |
| ---------- | ---- | -------- | ------- | ------- |
| Población  | 1164 | 1296     | 1403    | 1443    |
| Diferencia |      | +11,34 % | +8,25 % | +2,85 % |

| Año        | 2023 | 2024    |
| ---------- | ---- | ------- |
| Población  | 1420 | 1443    |
| Diferencia |      | +1,61 % |